# Jarzmo (symbol)

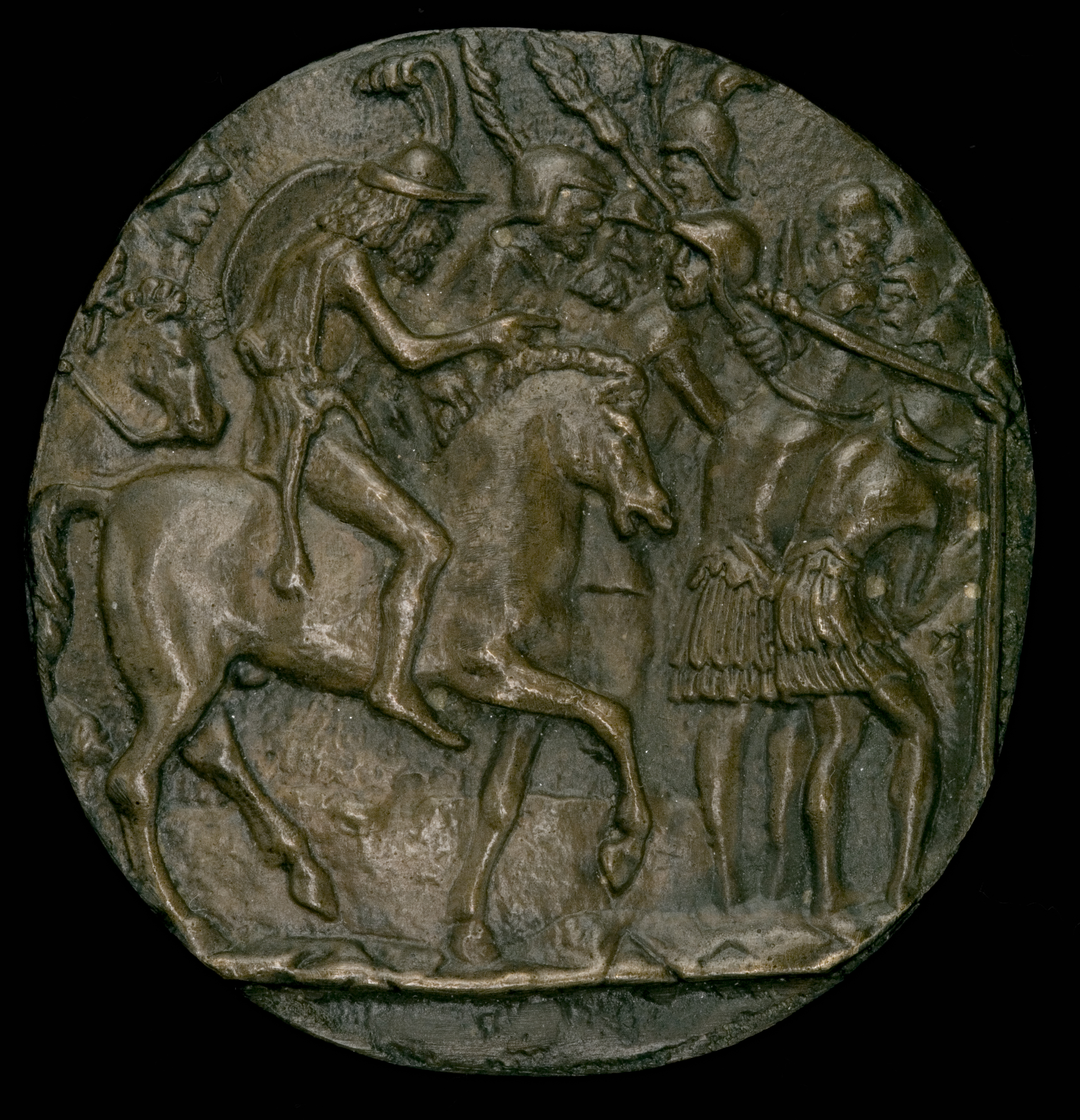
Medalion przedstawiający Rzymian przechodzących pod jarzmem

Jarzmo (łac. iugum) – symboliczna brama u starożytnych Rzymian, Latynów i Italików złożona z dwóch wbitych w ziemię włóczni i trzeciej umocowanej poprzecznie, przez którą przechodzili żołnierze kapitulującego wojska w geście poddaństwa. Posłanie pokonanych wrogów pod „jarzmo” (łac. sub iugum mittere) było rytuałem wojennym praktykowanym w Italii najprawdopodobniej do III wieku p.n.e. Pierwotnie miało znaczenie magiczno-religijne, z czasem stało się przede wszystkim aktem upokorzenia pokonanego wroga. 
Najwcześniejsze przykłady zastosowania tego rytuału wojennego, odnotowane przez Tytusa Liwiusza, to przypadki, w których pokonanych wrogów przepuścili pod jarzmem Latynowie i Rzymianie. Najsłynniejsze było jednak przejście pod jarzmem Rzymian pokonanych przez Samnitów w bitwie pod Caudium w 321 roku p.n.e. (podczas tak zwanych wojen samnickich).
W późniejszym okresie sporadycznie pojawiają się u historyków wzmianki o stosowaniu tego hańbiącego rytuału, powszechnie uznawanego za rzymski, przez ludy spoza Italii (na przykład Galów) wobec pokonanych Rzymian.